# 2008年夏季奧林匹克運動會射箭比賽
2008年夏季奧林匹克運動會的射箭比賽由8月9日至15日在奧林匹克森林公園射箭場舉行，比賽合共產生4枚金牌。本屆奧運射箭比賽共有49個國家取得參賽資格，當中有主辦國中國、英國、波蘭、中華台北以及上屆奧運取得三面金牌的南韓，是參加射箭比賽全部四個小項的國家。

## 各國奖牌榜
| 排名 | 国家／地区    | 金牌 | 银牌 | 铜牌 | 總數 |
| ---- | ------------- | ---- | ---- | ---- | ---- |
| 1    | 韩国（KOR）   | 2    | 2    | 1    | 5    |
| 2    | 中国（CHN）   | 1    | 1    | 1    | 3    |
| 3    | 乌克兰（UKR） | 1    | 0    | 0    | 1    |
| 4    | 意大利（ITA） | 0    | 1    | 0    | 1    |
| 5    | 法国（FRA）   | 0    | 0    | 1    | 1    |
| 5    | 俄罗斯（RUS） | 0    | 0    | 1    | 1    |
| 總數 | 總數          | 4    | 4    | 4    | 12   |

## 比賽項目
本屆射箭比賽設有四個比賽項目，包括：
- 男子個人
- 男子團體
- 女子個人
- 女子團體

## 比賽規則
- 個人賽

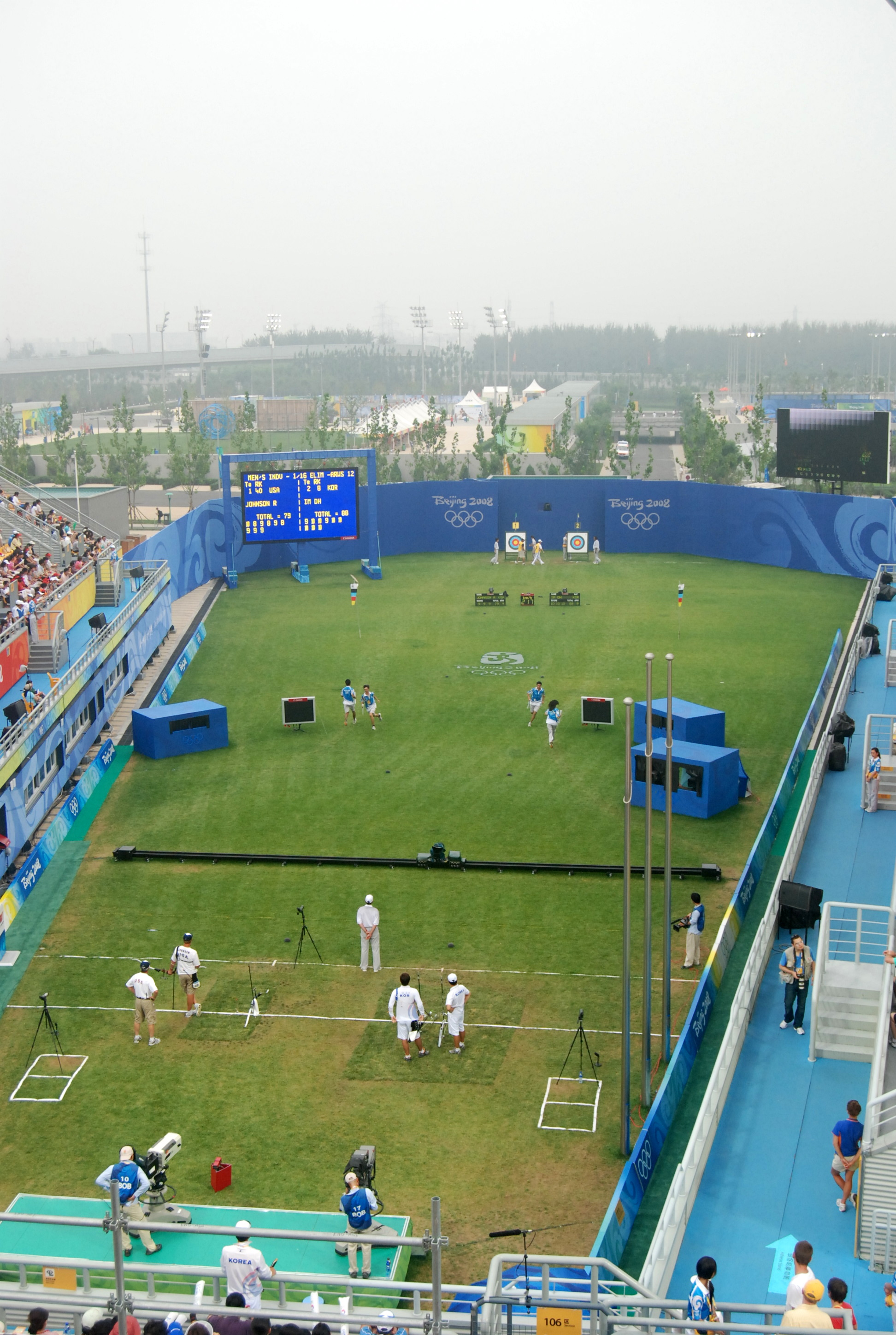
正在进行的男子个人射箭比赛

  - 男女子個人賽分為排名賽、淘汰賽及決賽共3個階段，射程距離為70米。排名賽中男女子各有64名運動員，每名選手可以獲到72支箭發射機會，賽後按成績的高低排出1至64名的名次；進入淘汰賽階段，排名賽所得的1至64名的名次按配對進行對賽，即是第1名對第64名，第2名對第63名，如此類推，淘汰賽每名運動員發射12支箭，分4回進行，每回3支箭，每箭發射時間只有30秒，採用輪流方式進行，勝方可進入下一階段比賽，最後決出8名運動員進入決賽階段；決賽階段的賽制與淘汰賽相同，最後按成績決出冠、亞及季軍。
- 團體賽
  - 男女子團體賽分為淘汰賽和決賽兩個階段。每隊3名運動員，射程距離均為70米。淘汰賽會根據個人排名賽中3名運動員的成績之和排列出第1至16名的名次，每隊共射24支箭，分4回，每回各有6支箭，每人共射2支，限時2分鐘，獲勝隊進入下一階段比賽。決賽階段的賽制與淘汰賽相同，最後決出冠、亞軍。

## 賽程
以下列出本屆射箭比賽舉行預賽及決賽的日期：
| ● | 項目預賽 | ● | 項目決賽 |

| 8月  | 6日 | 7日 | 8日 | 9日 | 10日 | 11日 | 12日 | 13日 | 14日 | 15日 | 16日 | 17日 | 18日 | 19日 | 20日 | 21日 | 22日 | 23日 | 24日 |
| ---- | --- | --- | --- | --- | ---- | ---- | ---- | ---- | ---- | ---- | ---- | ---- | ---- | ---- | ---- | ---- | ---- | ---- | ---- |
| 個人 |     |     |     | ●   |      |      | ●    | ●    | ●    | ●    |      |      |      |      |      |      |      |      |      |
| 團體 |     |     |     | ●   | ●    | ●    |      |      |      |      |      |      |      |      |      |      |      |      |      |

所有時間為北京時間（UTC+8）
| 1 | 8月9日  |               |          |                         |
| 1 | 8月9日  | 12:00 - 14:00 | 女子個人 | 排名赛                  |
| 1 | 8月9日  | 12:00 - 14:00 | 女子團體 | 排名赛                  |
| 1 | 8月9日  | 15:00 - 17:00 | 男子個人 | 排名赛                  |
| 1 | 8月9日  | 15:00 - 17:00 | 男子團體 | 排名赛                  |
| 2 | 8月10日 |               |          |                         |
| 2 | 8月10日 | 10:00 - 13:30 | 女子團體 | 1/8 淘汰賽 （半準決賽） |
| 2 | 8月10日 | 16:00 - 18:20 | 女子團體 | 準決賽                  |
| 2 | 8月10日 | 16:00 - 18:20 | 女子團體 | 銅牌賽                  |
| 2 | 8月10日 | 16:00 - 18:20 | 女子團體 | 金牌賽                  |
| 3 | 8月11日 |               |          |                         |
| 3 | 8月11日 | 10:00 - 13:30 | 男子團體 | 1/8 淘汰賽 （半準決賽） |
| 3 | 8月11日 | 16:00 - 18:20 | 男子團體 | 準決賽                  |
| 3 | 8月11日 | 16:00 - 18:20 | 男子團體 | 銅牌賽                  |
| 3 | 8月11日 | 16:00 - 18:20 | 男子團體 | 金牌賽                  |
| 4 | 8月12日 |               |          |                         |
| 4 | 8月12日 | 10:00 - 13:10 | 女子個人 | 1/32 & 1/16 淘汰賽      |
| 4 | 8月12日 | 15:30 - 18:40 | 女子個人 | 1/32 & 1/16 淘汰賽      |
| 5 | 8月13日 |               |          |                         |
| 5 | 8月13日 | 10:00 - 13:10 | 男子個人 | 1/32 & 1/16 淘汰賽      |
| 5 | 8月13日 | 15:30 - 18:40 | 男子個人 | 1/32 & 1/16 淘汰賽      |
| 6 | 8月14日 |               |          |                         |
| 6 | 8月14日 | 10:30 - 12:30 | 女子個人 | 1/8 淘汰賽 半準決賽     |
| 6 | 8月14日 | 16:00 - 18:45 | 女子個人 | 準決賽                  |
| 6 | 8月14日 | 16:00 - 18:45 | 女子個人 | 銅牌賽                  |
| 6 | 8月14日 | 16:00 - 18:45 | 女子個人 | 金牌賽                  |
| 7 | 8月15日 |               |          |                         |
| 7 | 8月15日 | 10:30 - 12:30 | 男子個人 | 1/8 淘汰賽 半準決賽     |
| 7 | 8月15日 | 16:00 - 18:45 | 男子個人 | 準決賽                  |
| 7 | 8月15日 | 16:00 - 18:45 | 男子個人 | 銅牌賽                  |
| 7 | 8月15日 | 16:00 - 18:45 | 男子個人 | 金牌賽                  |

## 參賽資格
本屆奧運射箭比賽總共有128名運動員參賽，包括男女子各有64名運動員，各個國家及地區奧委會只能在個人賽派出3名男子及3名女子合共6名運動員在參加同一小項的賽事，而主辦國中國已經直接取得6個參賽名額。參賽運動員必須達到最低資格成績（MQS）才可參賽。MQS是根據選手在國際射箭聯合會舉辦的國際賽事中取得的成績而作出判定，男子國際射聯輪MQS最低為1200環，女子則為1180環，而男子70米輪MQS最低為600環，女子則為590環。所有選手必須在2007年7月5日至2008年7月16日期間符合最低參賽資格。
與其他體育比賽不同的是，運動員在預賽中所獲得的參賽資格並不屬於他自己，而是屬於他所代表的國家及地區奧委會，最終出戰的選手是由各國及地區奧委會根據所獲得的席位數選擇的相應數目的隊員（例如甲乙丙三名運動員為其所在奧委會獲得了三個席位，該奧委會最終可能派出丙丁戊三隊員參賽）。
團體賽規定每個國家及地區派出3名男子或女子參賽，2007年世界射箭錦標賽團體賽最佳成績首8名的國家可以獲得參賽資格，另外其他國家及地區在資格賽合共取得3名運動員參賽資格亦可以參賽。
以下列表為本屆夏季奧運會射箭比賽資格賽參賽名額分配：
個人
| 出線資格                                                                   | 名額數量 | 名額數量 |
| 出線資格                                                                   | 男子     | 女子     |
| -------------------------------------------------------------------------- | -------- | -------- |
| 東道主－ 中国                                                              | 3個      | 3個      |
| 2007年世界室外射准射箭锦标赛個人賽最佳成績首16名的運動員                   | 16個     | 16個     |
| 泛美區奧運資格賽出線選手                                                   | 3個      | 3個      |
| 歐洲區奧運資格賽出線選手                                                   | 3個      | 3個      |
| 亞洲區奧運資格賽出線選手                                                   | 3個      | 2個      |
| 非洲區奧運資格賽出線選手                                                   | 2個      | 2個      |
| 大洋洲區奧運資格賽出線選手                                                 | 2個      | 2個      |
| 世界區奧運資格賽出線選手                                                   | 5個      | 5個      |
| 由國際奧委會、國家奧委會協會和國際射箭聯合會組成的三方委員會發放的外卡資格 | 3個      | 3個      |

團體
| 出線資格                                              | 名額數量 | 名額數量 |
| 出線資格                                              | 男子     | 女子     |
| ----------------------------------------------------- | -------- | -------- |
| 東道主－ 中国                                         | 1隊      | 1隊      |
| 2007年世界室外射准射箭锦标赛團體賽最佳成績首8名的國家 | 8隊      | 8隊      |

## 各項成績
| 項目             | 金牌                                   | 银牌                                                            | 铜牌                                                        |
| 男子個人（詳細） | 维克托·魯班（乌克兰）                      | 朴敬模（韩国）                                                  | 拜尔·（俄罗斯）                                             |
| 女子個人（詳細） | 张娟娟（中国）                         | 朴成贤（韩国）                                                  | 尹玉姬（韩国）                                              |
| 男子團體（詳細） | 韩国（KOR） · 林東賢 · 李昌奐 · 朴敬模 | 意大利（ITA） · 毛罗·内斯波利 · 伊拉里奥·迪博 · 马尔科·加利亚佐 | 中国（CHN） · 姜林 · 李文全 · 薛海峰                        |
| 女子團體（詳細） | 韩国（KOR） · 朱贤贞 · 朴成贤 · 尹玉姬 | 中国（CHN） · 陈玲 · 郭丹 · 张娟娟                              | 法国（FRA） · 维尔日妮·阿诺尔德 · 索菲·多德蒙 · 贝伦热蕾·舒 |

## 外部連結
- 本屆奧運會射箭比賽專頁
- (pdf). FITA.[]
- FITA 官方網站